# Euonymus indicus
Euonymus indicus là một loài thực vật có hoa trong họ Dây gối. Loài này được B.Heyne ex Wall. mô tả khoa học đầu tiên năm 1824.